# Danachowo
Danachowo [pronunciación en polaco: /danaˈxɔvɔ/] (en casubio: Donachòwò) es un pueblo ubicado en el distrito administrativo de Gmina Stężyca, dentro del Condado de Kartuzy, Voivodato de Pomerania, en Polonia del norte. Se encuentra aproximadamente a 7 kilómetros al noroeste de Stężyca, a 22 kilómetros al suroeste de Kartuzy, y a 50 kilómetros al oeste de la capital regional Gdańsk.
Para detalles de la historia de la región, véaseHistoria de Pomerania.
El pueblo tiene una población de 67 habitantes.